# Sân bay Nioki
Sân bay Nioki (IATA: NIO, ICAO: FZBI) là một sân bay ở Nioki, Cộng hòa Dân chủ Congo.

## Hãng hàng không và điểm đến
| Hãng hàng không | Các điểm đến    |
| --------------- | --------------- |
| Kin Avia        | Kinshasa–N'Dolo |